# Пробиштип (община)
Община Пробиштип (мак. Општина Пробиштип) — община в Північній Македонії. Адміністративний центр — містечко Пробиштип. Розташована в східній частині Македонії, Східний статистично-економічний регіон, з населенням 16 193 мешканців, які проживають на площі — 325,57 км².